# 有馬正高
- 有馬正髙

有馬 正高（ありま まさたか、1929年3月2日 - 2022年12月12日）は、日本の医師、医学者。小児科学と神経科学が専門で、小児神経学、障害児医学（障害者医学）のパイオニア。国立精神・神経医療研究センター病院（旧：国立精神・神経センター武蔵病院）名誉院長、東京都立東部療育センター名誉院長、日本重症心身障害学会名誉理事長、日本発達障害学会第4代会長。学位は、医学博士。
1971年に乳幼児に発症する常染色体劣性遺伝性疾患「有馬症候群」を報告したことで知られる。

## 来歴
1929年に鹿児島県鹿児島市で生まれる。父方の故郷は同県日置郡伊集院町（現：日置市）。幼少期より鹿児島、伊集院のほか、佐世保、呉、杉並、木更津、逗子と、転居・転校を繰り返し、1942年に旧制神奈川県立湘南中学校（現：神奈川県立湘南高等学校）へ入学。1944年10月15日に海軍軍人である父の有馬正文が戦死。1945年4月に海軍兵学校予科（長崎県の針尾島）へ転入学するが第二次世界大戦敗戦により同年8月18日に海軍兵学校が解散したため、鹿児島県伊集院町に帰郷して、10月に旧制鹿児島県立第二鹿児島中学校（現：鹿児島県立甲南高等学校）第3学年へ編入学。1946年9月に旧制第七高等学校（現：鹿児島大学）理科乙類へ進学し、1949年3月に卒業。同年東京大学医学部医学科へ進学し、小児科教室にて学ぶ。1953年3月に東京大学医学部医学科を卒業して東京大学医学部附属病院で1年間インターンをおこなった後、1954年4月に同小児科へ入局。東京大学の助手や講師、自衛隊中央病院の小児科勤務をしながら、1960年3月に東京大学より医学博士号取得。1964年東邦大学医学部助教授に就任。1970年12月には鳥取大学医学部附属脳幹性疾患研究施設教授兼附属病院脳神経小児科長に就任。
1978年1月国立武蔵療養所研究センターに研究第二部長として赴任し、1985年10月より副院長。1986年の組織統合により国立精神・神経センターの武蔵病院となった後も引き続き勤務し、武蔵病院手術部長・放射線診療部長を経て、1990年4月に国立精神・神経センター国府台病院院長就任。1992年1月からは国立精神・神経センター武蔵病院院長を務め、1994年3月に定年退職して名誉院長。その後は東邦大学客員教授も務め、1994年10月から2004年3月末まで東京都立東大和療育センター院長。2002年11月3日付で勲三等瑞宝章を受章。
2004年4月からは東京都立東部療育センター開設準備室長。2005年12月に東京都立東部療育センターを創設し、院長就任。2014年3月まで東京都立東部療育センター院長を務め、退職後は名誉院長となった。
また、日本重症心身障害学会（旧称：重症心身障害研究会）の1975年の創設以来、学会運営に長く貢献し、1991年9月からは理事長も務め、退任後には名誉理事長となる。そのほか、日本発達障害学会第4代会長（1991年4月～2006年3月）、同理事、日本小児科学会理事、同評議員、国際知的障害研究協会理事、日本先天異常学会理事、社会福祉法人全国重症心身障害児（者）を守る会理事長、日本知的障害福祉連盟会長などを歴任。
編著書に『発達障害 基礎と臨床』、「不平等な命」各巻、「小児の姿勢」各巻、「発達障害医学の進歩」各巻などがある。